# Franz Joseph Peters
Franz Joseph Peters (* 10. April 1875 in Bonn; † 29. Mai 1957 ebenda) war ein katholischer Priester, Professor und Theologe.

## Leben
Nach der Priesterweihe 1897 in Köln lehrte er als Professor im Priesterseminar Köln (1913–1924) und Professor für Pastoraltheologie an der Universität Bonn (1924–1941).

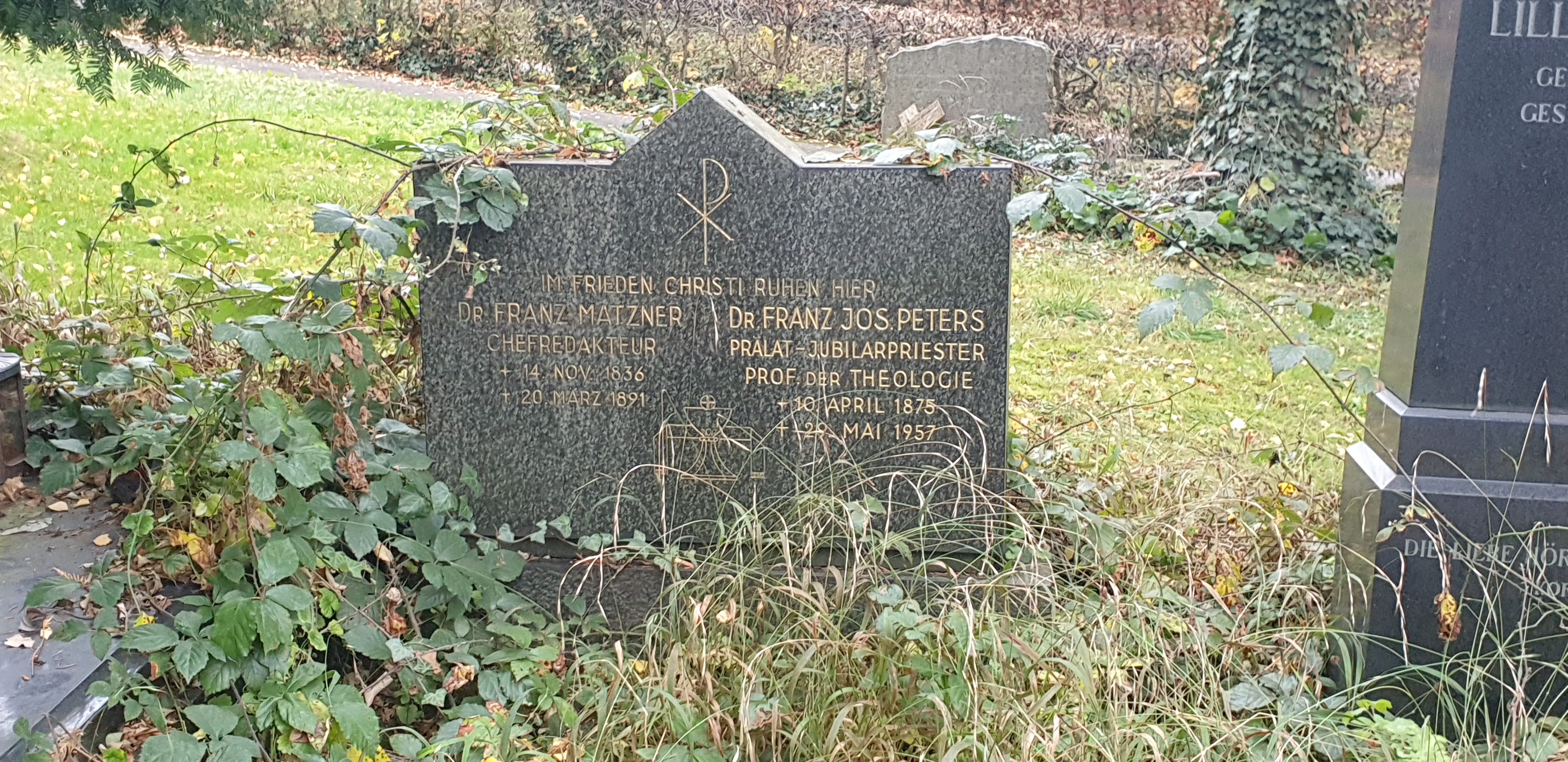
Grab von Peters auf dem Poppelsdorfer Friedhof zu Bonn

## Schriften (Auswahl)
- Petrus Chrysologus als Homilat. Ein Beitrag zur Geschichte der Predigt im Abendland. Bachem, Köln 1919, OCLC 721298403 (zugleich Dissertation, Freiburg im Breisgau 1919).
- Im Reiche Christi. Katholische Religionslehre für gebildete Katholiken. 3 Teile in 1 Band. Hanstein, Bonn 1930, OCLC 72240719.
- Die Lehre der katholischen Kirche, gebildeten Kreisen dargeboten. Neue Bearbeitung der Gesamtausg. "Im Reiche Christi". Hanstein, Bonn 1932, OCLC 252419642.
- Es läutet zur heiligen Messe. Borromäus-Verein, Bonn 1947, OCLC 720199066.
- Einkehr. Anregungen zur Pflege priesterlichen Geistes (= Religiöse Schriftenreihe der Buchgemeinde). Verlag der Buchgemeinde, Bonn 1950, OCLC 67185706.
- Beiträge zur Geschichte der kölnischen Messliturgie. Untersuchungen über die gedruckten Missalien des Erzbistums Köln (= Colonia Sacra. Band 2). Pick, Köln 1951, OCLC 792766260.
- Dr. Wilhelm Reinkens 1811–1889. Ein reiches Priesterleben (= Veröffentlichungen des Bischöflichen Diözesanarchivs Aachen. Band 16). Bischöfliches Diözesanarchiv, Aachen 1953, OCLC 252420553.
- Gedenkblatt für den volkstümlichen Pfarrer Leonard Byns von Endenich (1789–1871) (= Veröffentlichungen des Bischöflichen Diözesanarchivs Aachen. Band 17). Bischöfliches Diözesanarchiv, Aachen 1953, OCLC 797550948.

| Personendaten    | Personendaten                                                                |
| ---------------- | ---------------------------------------------------------------------------- |
| NAME             | Peters, Franz Joseph                                                         |
| ALTERNATIVNAMEN  | Peters, Franz Josef; Peters, Franz-Joseph; Peters, F. J.; Peters, Franz Jos. |
| KURZBESCHREIBUNG | deutscher katholischer Priester, Professor und Theologe                      |
| GEBURTSDATUM     | 10. April 1875                                                               |
| GEBURTSORT       | Bonn                                                                         |
| STERBEDATUM      | 29. Mai 1957                                                                 |
| STERBEORT        | Bonn                                                                         |